# 甲斐国住吉神社
甲斐国住吉神社（かいのくにすみよしじんじゃ）は、山梨県甲府市の神社。

## 歴史
聖武天皇の御代（724年 - 749年）に創建された。元々は水運の神として荒川西岸の同市高畑に位置していたが、平安時代末期に武田信義によって一条小山（現・甲府城）に移転した。以来、武田氏の氏神として篤く崇敬された。
文禄年間（1592年 - 1596年）、甲府城築城に伴い現在地に移転した。そういうこともあり、現在は甲府中心地から離れているが、甲府中心地に氏子が多くいる。

## 交通アクセス
- 甲斐住吉駅より徒歩5分。